# Solitinho
Solitinho, właśc. Carlos Alberto Solito (ur. 25 grudnia 1959 w São Paulo, zm. 21 listopada 2016 tamże) – brazylijski piłkarz, występujący na pozycji bramkarza.

## Kariera klubowa
Karierę piłkarską zaczął w klubie Corinthians Paulista w 1979. W lidze brazylijskiej zadebiutował 18 stycznia 1981 w wygranym 2-0 meczu z Galícią Salvador. Z Corinthians zdobył mistrzostwo stanu São Paulo – Campeonato Paulista w 1982. W 1983 występował w EC Santo André. Później występował w Internacionalu Limeira i XV de Piracicaba.

## Kariera reprezentacyjna
Solitinho występował w olimpijskiej reprezentacji Brazylii. W 1979 uczestniczył w Igrzyskach Panamerykańskich, na których Brazylia zdobyła złoty medal. Na turnieju w San Juan był rezerwowym i nie wystąpił w żadnym meczu.